# Félix Burriel

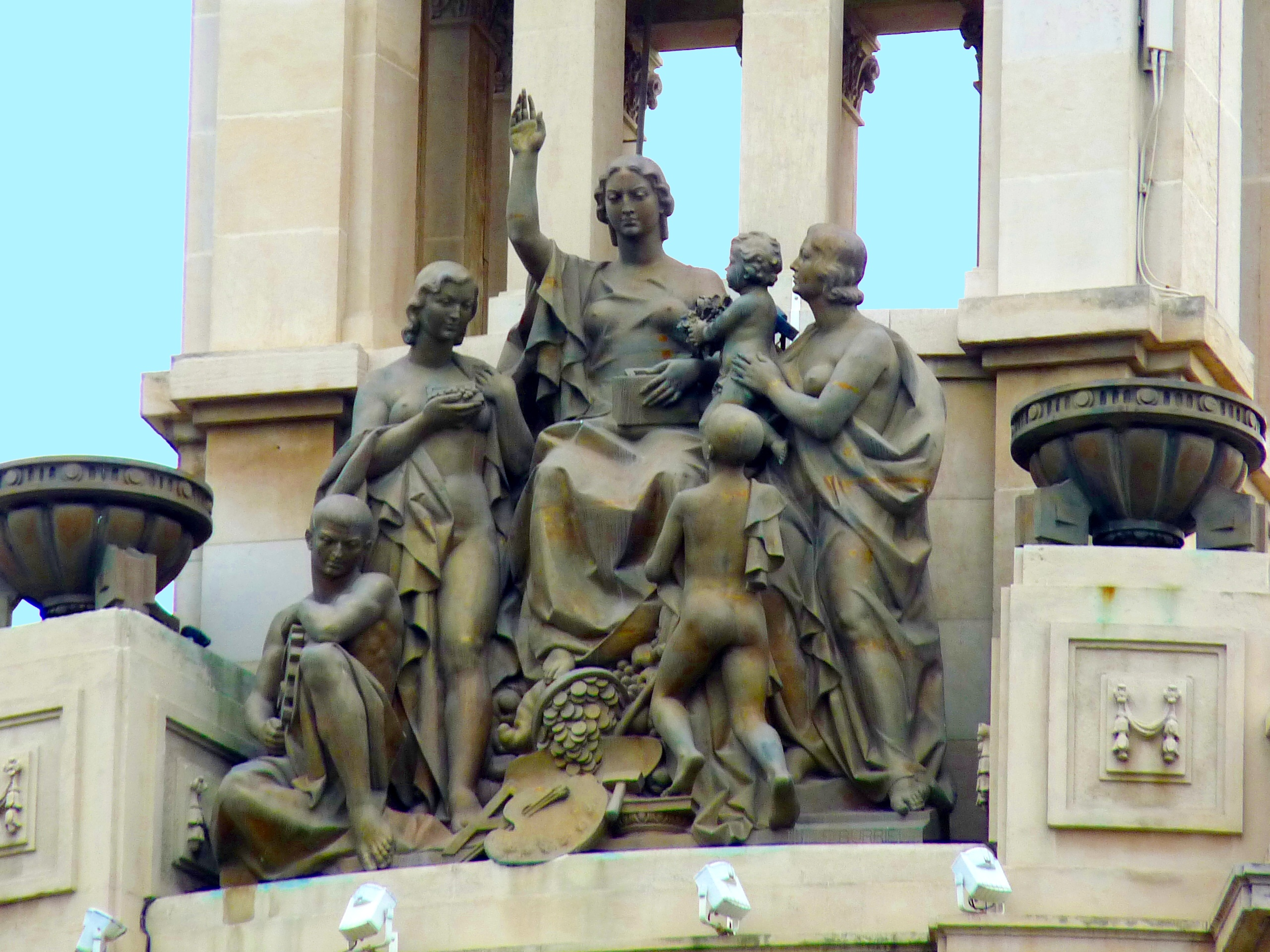
Félix Burriel, Alegoría del Ahorro. Grupo escultórico del Edificio Elíseos de Zaragoza.

Félix Burriel Marín (Zaragoza, 2 de mayo de 1888 - 10 de noviembre de 1976) fue un escultor aragonés.

## Biografía
Estudió en la escuela de Artes Industriales de Zaragoza, donde también conoció a Francisco Borjas, quien sería su maestro.
Continuó su formación en Madrid, en la Escuela de Artes y Oficios y con Mateo Inurria. En 1926 la Diputación Provincial de Zaragoza le becó para estudiar en París y Roma.
Colaboró en las obras del edificio de la Confederación Hidrográfica del Ebro, junto a Regino Borobio. Es destacable también la ingente cantidad de estatuas de ínclitos aragoneses, realizadas en su mayoría en yeso, estuco y mármol.
En el paseo de Pamplona fue propietario de un taller que había pertenecido a Honorio García Condoy. En el taller se formaron escultores como Manuel Arcón y Antonio Bueno Bueno.
Durante 6 años Francisco Rallo Lahoz trabajó en el taller, primero como discípulo y luego a sueldo. En esa época el taller trabajó en la talla de Cristo Rey para la Iglesia del Camino de las Fuentes, y en el grupo escultórico Alegoría del Ahorro en la parte superior del edificio Eliseos en el paseo de Sagasta, 2.
Entre 1922 y 1958 fue profesor de modelado y dibujo en la Escuela de Artes Aplicadas de Zaragoza y fue miembro de la Academia de Bellas Artes de San Luis.
En la rotonda balaustrada del frontispicio de El Pilar, Burriel esculpió la figura de José de Calasanz, santo oscense.

## Obra

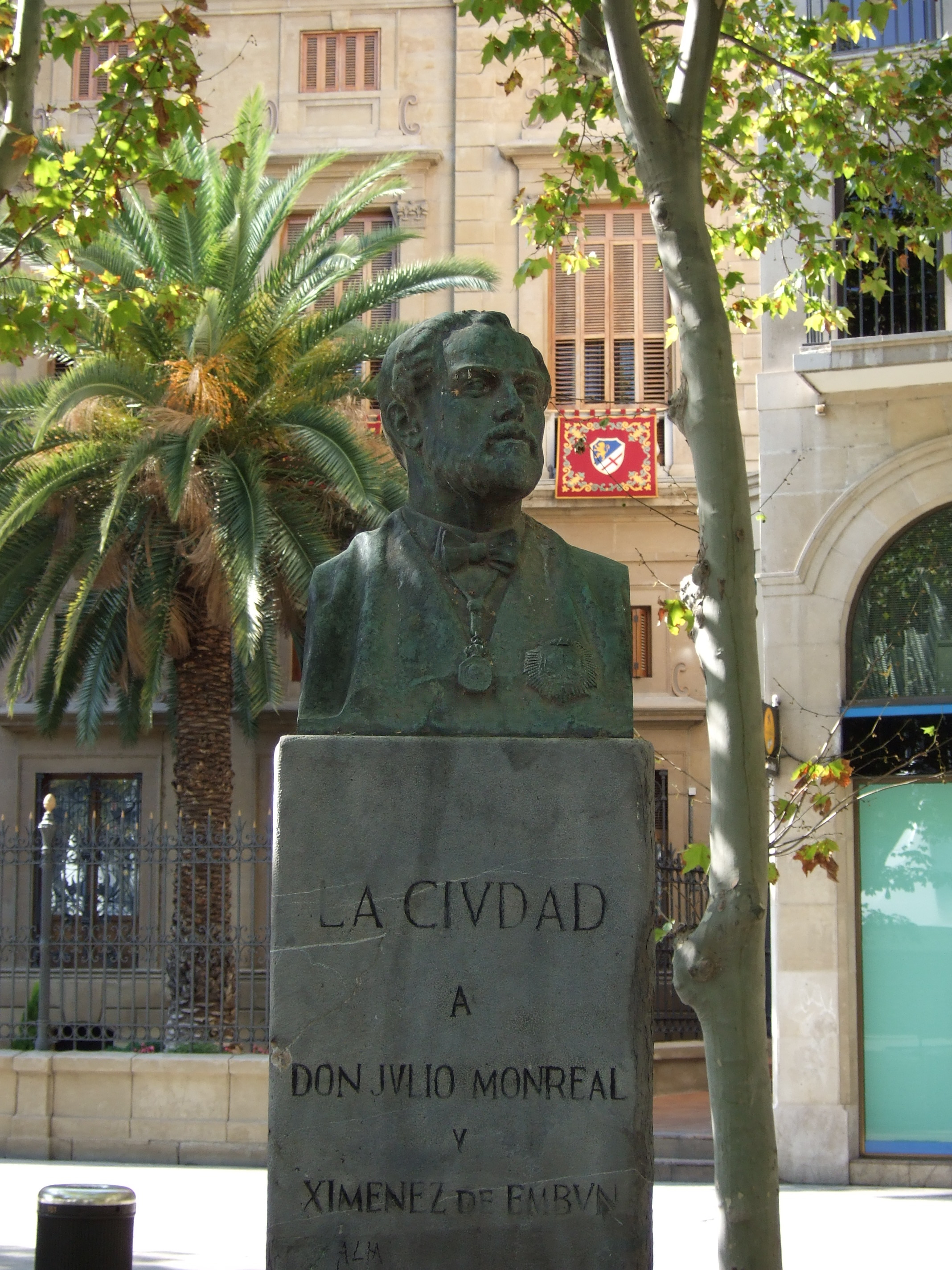
Monumento a Julio Monreal y Ximénez de Embún en Zaragoza.

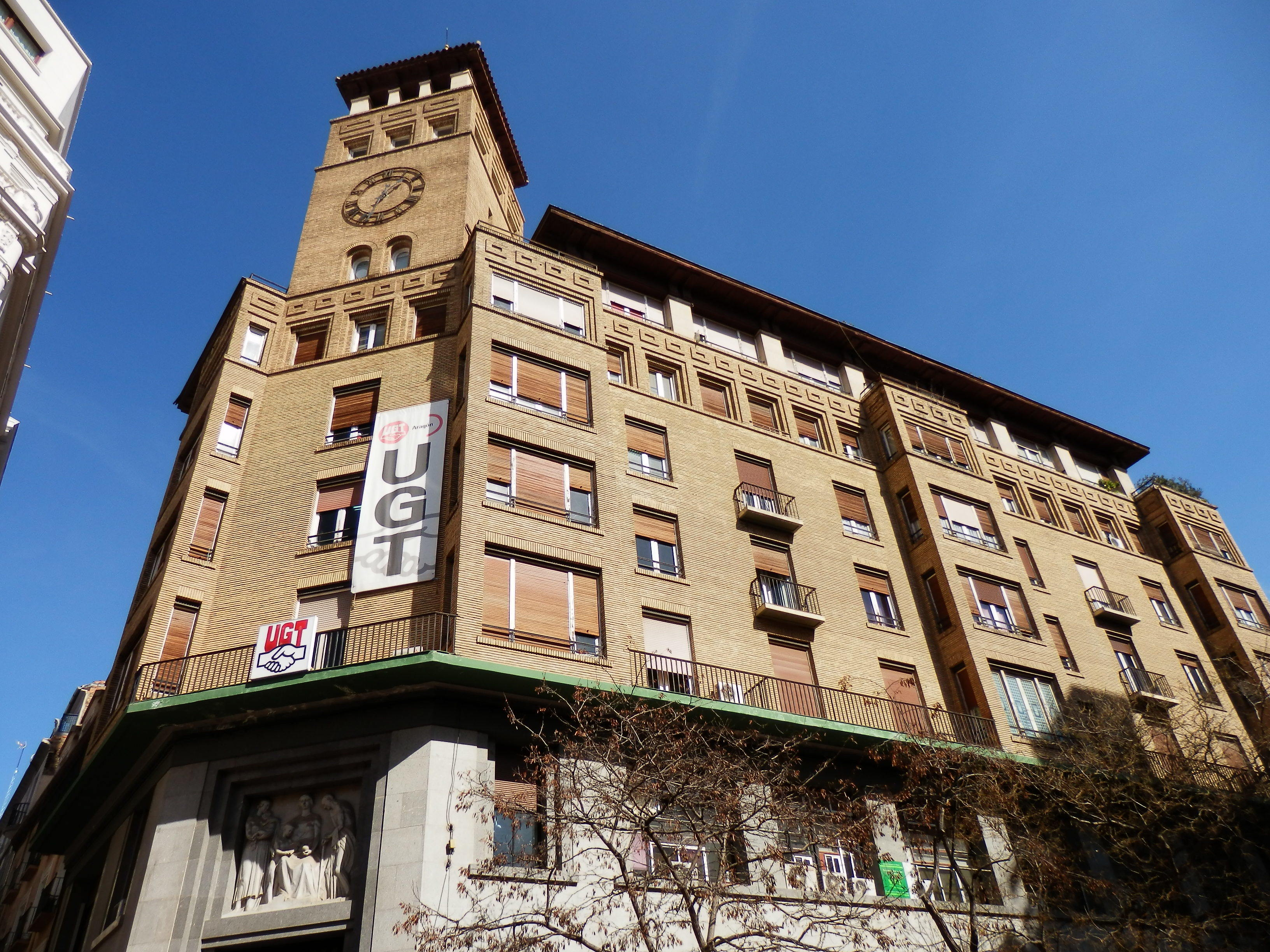
Alegoría del paso de la vida en la entrada del edificio en la calle Joaquín Costa, 1, Zaragoza.

Su obra ha sido comparada con la del escultor clasicista francés Arístides Maillol. Esta analogía se ha basado en los desnudos femeninos dibujados por Burriel, así como sus maternidades, influenciadas ambas por Maillol.
- Monumento a Marcos Zapata (1928)
- Alegoría del paso de la vida y Musa (1931) Calle Joaquín Costa, n.º 1, Zaragoza.
- Bajorrelieves de la confederación hidrográfica del Ebro (1934)
- Monumento al Ahorro y Monumento a Julio Monreal y Ximénez de Embún (1944)
- Paso de la Tercera Palabra de la Cofradía de las Siete Palabras y de San Juan Evangelista de Zaragoza. El paso está compuesto por Cristo crucificado, la Virgen y San Juan. (1948)
- Reproducción de la Virgen del Pilar (1948). Copió en barro desde el original, la vació en yeso y la reprodujo en un bloque de madera de peral.
- Paso de la Oración de Jesús en el Huerto para la procesión de Viernes Santo de Zuera, Zaragoza. (1949).
- La Presentación de Jesús en el Templo para la capilla de San Pedro Arbués de la Basílica del Pilar de Zaragoza.

## Reconocimientos
Tiene una calle dedicada en Zaragoza.